# 차법
차법(Tea Act)은 1773년 5월 10일 영국 의회에 의해 제정된 법률이다. 이 법의 주요한 목적은 런던의 창고에 쌓아 둔 막대한 차의 잉여로 인해 재정적 곤란에 처한 영국 동인도 회사에 도움을 주기 위한 법이다. 또 다른 목적으로는 미국 식민지에서 밀수된 차 가격을 하락시키려는 목적도 있었다. 이것은 타운젠드 관세가 붙은 동인도 회사의 차를 식민지가 구입하게 함으로써 의회의 과세 권한을 수용하게 하려는 의도였다. 이 법은 동인도 회사가 직접 북아메리카로 차를 싣고 갈 권리와 영국으로부터 가져온 차의 면세 수출 권한을 승인한 법이다. 이것은 〈타운젠드법〉으로 부과된 세금을 식민지에 강제로 징수하게 한 것이다. 이 법은 1773년 5월 10일 왕의 동의를 받게 된다.

## 개요
차 법은 1773년 5월 10일에 영국 의회에서 통과된 법률이며, 북아메리카의 13개 식민지 대해 동인도 회사가 정상적인 관세없이 차를 파는 것을 인정한 것이다. 따라서 식민지 상인과 밀무역 업자가 취급하는 홍차보다 싼 가격으로 공급하는 것이 가능하게 되었다. 그 목적은 인도의 흉작으로 파산 직전까지 가 있던, 유럽 시장에서 경쟁력을 상실한 동인도 회사를 구제하기 위한 것이었다. 영국 정부는 13개 식민지에 동인도 회사에 의한 독점적인 홍차 수출을 계획 때문이다.
차법은 차에 대한 과세를 강화하는 것은 없었다. 그러나 사태는 화근이 되었다. 많은 식민지 개척민들이 밀무역으로 생계를 유지하고 있었기 때문에, 정부 주도로 특정 회사가 특권적인 이익을 가져올 수 있는 제도를 좋아하지 않았다. 이 법의 제정은 식민지의 홍차의 광범위한 보이콧으로 이어졌으며, 결과적으로 보스턴 차 사건을 일으키게 하였다. 보스턴 차 사건은 자유의 아들들을 표방하는 식민지 사람들이 아메리카 원주민으로 위장하여 보스턴 항구에 정박해 있던 동인도 회사의 배 ‘다트머스 호’, ‘노어 호’ 및 ‘해리 호’에 실려있던 342 상자의 차를 바다에 버린 것이다. 이 법과 영국 정부에 의해 채택된 일련의 정책은 영국 정부에 대한 식민지 개척민들의 불만을 고조시켰으며, 미국 독립 전쟁의 큰 원인 중 하나가 되었다.

## 명칭
영국 의회가 채택한 차법의 긴 제목은 다음과 같다. 또한 긴 제목은 영국법의 짧은 제목(본문의 경우, 차법, the Tea Act)의 다음에 법의 목적과 적용 범위를 나타내는 긴 설명이 그 법의 본문에 나온다.
| “ | 영국령 미국 식민지 또는 농장 모두에 대한 차 수출에 대한 관세인하를 허용하는 법; 동인도 회사가 무관세로 수출하는 것에 대해 재정위원회가 면허를 부여할 권한을 주는 법 | ” |

## 대식민지 정책
- 1764년 〈설탕법〉 : 설탕 외에 와인, 커피, 의류 등에 과세를 부과한 법률. 미국 식민지의 강한 반대로 철폐되었다.
- 1764년 〈통화법〉: 미국에서 자체 통화 발행을 금지한 법.
- 1765년 〈인지세법〉 : 법적 문서, 매매 계약서 등 신문, 카드에 이르기까지 모든 인쇄물에 인지를 붙이는 것을 정한 법률. 이 법도 미국 식민지의 강한 반대로 1766년에 철폐되었다.
- 1767년 〈타운젠드법〉 : 납, 종이, 페인트, 유리, 차 등 일상용품 수입에 대해 관세를 정한 일련의 법률. 대상법과 마찬가지로 미국 식민지의 반대로 차에 대한 관세를 제외하고 1770년에 철폐되었다.

## 같이 보기
- 보스턴 차 사건
- 미국 독립 전쟁